# Qasr Amra
Qasr Amra (قصر عمرة / ALA-LC: Qaṣr 'Amrah), prevedeno tudi kot Quseir Amra ali Qusayr Amra, slovensko Kaseir Amra, tudi Mala palača 'Amra, je najbolj znan izmed puščavskih gradov, ki stojijo v današnji vzhodni Jordaniji. Natančna datacija ni znana, jasno pa je, da ga je zgradil zgodaj v 8. stoletju, nekje med letoma 711 in 750, Walid Ibn Yazid, bodoči omajadski kalif Valid I., katerega prevlada nad regijo je takrat naraščala. Velja za enega najpomembnejših primerov zgodnje islamske umetnosti in arhitekture. Odkritje napisa med obnovo v letu 2012 je omogočilo natančnejše datiranje strukture.
Stavba je dejansko ostanek večjega kompleksa, ki je vseboval dejanski grad, od katerega je ostal samo temelj. Danes stoji majhna podeželska stavba, ki je mišljena kot kraljevsko bivališče za oddih, brez vojaške funkcije. Najbolj opazne so freske, ki so ostale na stropih, ki med drugim prikazujejo skupino vladarjev, lovcev, golih žensk in nad eno kopalno komoro natančen prikaz zodiaka. Zaradi tega je bil uvrščen na seznam Unescove svetovne dediščine, eno od petih v državi. Zaradi tega statusa in njegove lege vzdolž glavne jordanske ceste vzhod-zahod, sorazmerno blizu Amana, je postal turistična znamenitost.

## Zgradba
Qasr Amra leži v osrčju jordanske stepe v sušni, skalnati regiji, znani kot al-Balqa ('lisast'), približno 85 kilometrov vzhodno od Amana in 21 kilometrov jugozahodno od Al Azraka. Stoji vzdolž Wadi al-Butuma, ki se sčasoma izteče v dolino Jordana. Trenutno je na velikem območju, ograjenem z bodečo žico. Majhen center za obiskovalce pobira vstopnino. Stavba je na zahodu zaprtega območja, pod manjšim vzponom.
Je nizka zgradba iz apnenca in bazalta. Verjetno nekdanji karavanseraj spremenjen v puščavsko rezidenco s triladijsko sprejemno dvorano, kopališčem in pokritim vodnjakom. Kopališče sodi med najstarejša kopališča v islamskem svetu in je zgrajeno v rimskem slogu. Na severnem krilu, v dveh etažah, je trojni obokan strop nad glavnim vhodom na vzhodni fasadi. Na zahodnih krilih so manjši oboki ali kupole.
Sledi kamnitih zidov, ki so jih uporabljali za ograjo mesta, kažejo, da je bil del kompleksa, velikega 25 hektarjev; tu so ostanki gradu, v katerem bi lahko bil začasno nameščen vojaški garnizon. Tik jugovzhodno od stavbe je 40 metrov globok vodnjak, najdeni pa so tudi sledovi dvižnega mehanizma, ki so ga poganjale živali in izvir.
Danes je Qasr Amra v slabšem stanju kot drugi puščavski gradovi, kot na primer Qasr Al-Kharanah, grafiti pa so poškodovali nekatere freske. Vendar pa ohranjajo objekt konzervatorska dela, ki jih podpirajo World Monuments Fund, Istituto Superiore per la Conservazione ed il Restauro in Jordan oddelek za starine.

## Zgodovina
Eden od šestih upodobljenih kraljev je španski kralj Roderik, čigar kratka vladavina datira podobo in morda zgradbo postavi okoli leta 710. Dolgo časa so arheologi verjeli, da je sedeči kalif Valid I. graditelj in primarni uporabnik Qasr Amra, toda pred kratkim so se začeli dvomi. Zdaj je verjetneje, da sta ena od dveh knezov, ki sta pozneje postala kalifa, Valid II. ali Jazid III., verjetnejša kandidata za to vlogo. 
Oba sta pred tem, ko sta prevzela prestol, živela daleč stran od Damaska, sedeža Omajadov. Znano je bilo, da se je Valid prepuščal vrsti simbaritskih dejavnosti, ki so jih upodabljali na freskah, zlasti na robu bazenov in poslušal glasbo ali poezijo. Nekoč so ga zabavali nastopajoči, oblečeni v zvezde in ozvezdja, kar je nakazovalo na povezavo s slikanjem neba v kaldariju. Jazidova mati je bila perzijska princesa, kar je nakazovalo poznavanje te kulture in tudi on je bil znan po podobnem iskanju užitka.
Zapuščeno strukturo je leta 1898 znova odkril Alois Musil, freske pa so postale znane po risbah avstrijskega umetnika Alphonsa Leopolda Mielicha za Musilovo knjigo. V poznih 1970-ih je španska ekipa restavrirala freske. Grad je bil leta 1985 vpisan na seznam Unescove svetovne dediščine pod merili i), iii) in iv) (mojstrovina človeškega ustvarjalnega genija, edinstveno ali vsaj izjemno pričevanje o kulturni tradiciji in izjemen primer vrste stavbe, arhitekturni ali tehnološki ansambel ali krajina, ki ponazarja pomembno fazo v človeški zgodovini).

## Freske
Qasr Amra je najbolj znan po freskah na notranjih stenah. Glavni vstopni obok ima prizore lova, uživanja sadja in vina ter golih žensk. Nekaterih prikazanih živali v regiji ni obilo, a jih je pogosteje najdemo v Perziji, kar kaže na določen vpliv tega območja. Ena površina prikazuje konstrukcijo stavbe. Ob dnu ene stene je na prestolu prikazan kralj s svetniškim sijem . Na sosednjem oddelku, ki je zdaj v berlinskem muzeju Pergamon, freska prikazuje spremljevalce kot tudi čoln v vodi, obilo z ribami in kokoši.
Slika, znana kot Šest kraljev, prikazuje vladarje sosednjih sil. Na podlagi podrobnosti in napisov na sliki so štirje upodobljeni kralji identificirani kot bizantinski cesar, vizigotski kralj Roderik, sasanidski perzijski šah in neguš iz Etiopije. Druga dva sta neznana, špekulirajo, da sta turški, kitajski ali indijski vladar. Njihov namen je bil nejasen. V bližini je bila odkrita grška beseda ΝΙΚΗ nike, kar pomeni 'zmaga', kar naj bi nakazovalo, da naj bi podoba 'šestih kraljev' nakazovala kalifovo nadvlado nad njegovimi sovražniki.  Druga možna razlaga je, da je šest figur upodobljeno v priprošnji, verjetno proti kalifu, ki bi sedel v dvorani.
Apoditerij ali garderoba je okrašena s prizori živali, ki se ukvarjajo s človeškimi dejavnostmi, zlasti z igranjem glasbe. Ena dvoumna podoba ima angela, ki strmi navzdol po zakrčeni človeški obliki. Velikokrat se je mislilo, da gre za prizor smrti, vendar nekatere druge razlage kažejo, da plašč pokriva par zaljubljenih. Domnevajo, da trije zatemnjeni obrazi na stropu, predstavljajo življenjske faze. Kristjani v okolici verjamejo, da je srednji lik Jezus Kristus.
Na stenah in stropu tepidarija ali tople kopeli so prizori rastlin in dreves, podobnih tistim v mozaiku v mošeji Omajadov v Damasku. V različnih pozah se prepletajo gole ženske, nekatere kopajo otroka.
Polkupola kaldarija ali vroče kopeli prikazuje nebesa, v katerih je upodobljen zodiak, med 35 ločenimi prepoznavnimi ozvezdji. Verjame se, da je to najzgodnejša podoba nočnega neba, naslikana na čem drugem kot na ravni površini. Polmeri ne izhajajo iz središča kupole, temveč natančno iz severnega nebesnega pola. Natančno je prikazan tudi kot zodiaka. Edina napaka, ki jo je mogoče opaziti pri ohranjenem umetniškem delu, je vrstni red zvezd v nasprotni smeri urinega kazalca, kar nakazuje, da je bila slika kopirana iz ene na ravni površini.
Freske v vseh prostorih, razen kaldarija, odražajo nasvete sodobnih arabskih zdravnikov. Verjeli so, da kopeli čistijo duhove kopalcev in da bi oživili »tri življenjska načela v telesu, živalsko, duhovno in naravno«, bi morali stene kopeli prekriti s slikami dejavnosti, kot so lov, zaljubljenci ter vrtovi in palme. 
Arhitektura kopeli je enaka arhitekturi Hammam al-Sarraj, tudi v Jordaniji, le da je bila ta postavljena s fino rezanimi apnenčasti klesanci (na podlagi pozno rimske arhitekturne tradicije), Amra kopel pa je bila postavljena z grobim zidom, ki ga je držala skupaj mavčno-apnena malta (na podlagi sasanidske arhitekturne tradicije).
Izjemni so tudi talni mozaiki, ki so izdelani po bizantinski tradiciji.